# Bhupinder Singh Hooda

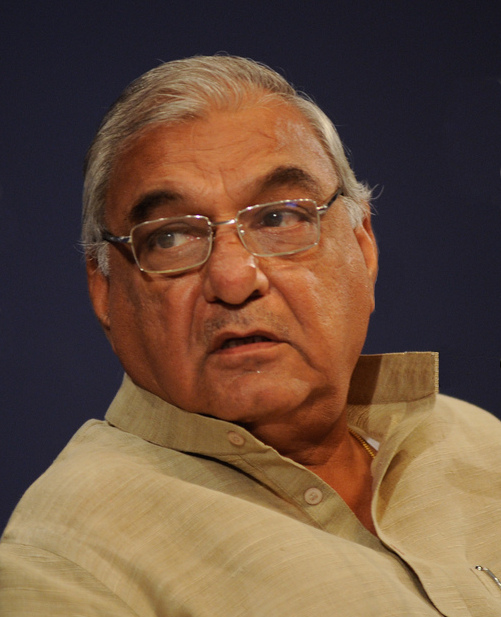
Bhupinder Singh Hooda under World Economic Forum, 2010.

Bhupinder Singh Hooda, född 15 september 1947, är en indisk advokat och politiker (INC). Han blev 2005 premiärminister (Chief Minister) i delstaten Haryana.
Hooda invaldes första gången i Lok Sabha 1991 och satt där tills han 2001 övertog uppdraget som gruppledare för oppositionen i Haryanas lagstiftande församling. Mot all förmodan lyckades Hooda i valen till Lok Sabha tre gånger i rad besegra jaternas ledare Devi Lal, trots att den omstridda valkretsen ligger i Rohtak, jaternas kärnområde i delstaten.